# Греда Суњска
Греда Суњска је насељено место у општини Суња, Сисачко-мославачка жупанија, Република Хрватска.

## Историја
До нове територијалне организације место се налазило у саставу бивше велике општине Сисак.

## Становништво
На попису становништва 2011. године, Греда Суњска је имала 366 становника.

## Попис 1991.
На попису становништва 1991. године, насељено место Греда Суњска је имало 543 становника, следећег националног састава:
| Попис 1991.‍  | Попис 1991.‍  | Попис 1991.‍ | Попис 1991.‍ | Попис 1991.‍ |
| ------------ | ------------ | ----------- | ----------- | ----------- |
|              |              |             |             |             |
| Хрвати       | Хрвати       |             | 520         | 95,76%      |
| Муслимани    | Муслимани    |             | 6           | 1,10%       |
| Срби         | Срби         |             | 3           | 0,55%       |
| Словенци     | Словенци     |             | 2           | 0,36%       |
| неопредељени | неопредељени |             | 11          | 2,02%       |
| непознато    | непознато    |             | 1           | 0,18%       |
| укупно: 543  |              |             |             |             |